# Южен грисбок
Южен грисбок (Raphicerus melanotis) е вид бозайник от семейство Кухороги (Bovidae).

## Разпространение и местообитание
Разпространен е в Южна Африка.